# Splitter
Uno splitter (dall'inglese to split, separare) è un dispositivo utilizzato nelle telecomunicazioni che ha la funzionalità logica di ripartire la potenza di un segnale di un collegamento in ingresso allo splitter tra due o più collegamenti in uscita.
A volte lo splitter assume la funzionalità di filtro di due o più segnali multiplati sullo stesso collegamento trasmissivo in ingresso consentendo la ripartizione dei diversi segnali logici su due o più distinti collegamenti in uscita. È questo il caso dello splitter ADSL tra segnale voce e segnale dati che viaggiano insieme su uno stesso canale multiplato (linea di accesso dell'utente) e implementato tipicamente attraverso un meccanismo di filtraggio in banda (filtro passa banda) del segnale totale aggregato.

## Applicazioni
Esso viene utilizzato al posto del filtro passa basso quando l'utente in casa utilizza un teleallarme, il quale effettua in automatico una telefonata per esempio verso le autorità o verso numeri di reperibilità segnalati dall'utente o verso il cellulare dell'utente stesso, spesso usando frasi registrate.
Viene usato in abitazioni dove era presente una filodiffusione e/o un centralino di gestione interna delle chiamate. Utilizzato in capannoni, edifici, parcheggi, per dividere il segnale GSM/UMTS su più vie e per poter aggiungere celle per la rigenerazione del segnale.
È inoltre utilizzato nelle trasmissioni digitali tramite protocollo XDSL sia in centrale telefonica per separare i flussi di fonia destinati agli apparati della rete telefonica (commutatori telefonici) dai flussi dati destinati agli apparati della rete Internet (DSLAM), sia presso l'utente.
È utilizzabile anche nei cavi coassiali degli impianti d'antenna televisiva per portare il segnale audio-video in più punti dell'edificio/abitazione.